# Gabriel Braga Nunes
Gabriel Braga Nunes (São Paulo, 7 de febrero de 1972) es un actor brasileño.

## Filmografía

### Televisión
| Año  | Título                            | Personaje                        |
| ---- | --------------------------------- | -------------------------------- |
| 1996 | Razão de Viver                    | Mário                            |
| 1997 | Por Amor e Ódio                   | Lucas Toledo                     |
| 1997 | Angel Malvado                     | Olavinho Jordão Ferraz           |
| 1999 | Terra Nostra                      | Augusto Neves Marcondes          |
| 2000 | Uga Uga                           | Otacílio                         |
| 2001 | Estrela Guia                      | Guilherme Nunes                  |
| 2002 | O Quinto dos Infernos             | Felício Pinto Coelho de Mendonça |
| 2002 | O Beijo do Vampiro                | Victor Victório                  |
| 2003 | Kubanacan                         | Vítor                            |
| 2004 | Os Aspones                        | Paulo Rodrigues Nunes Filho      |
| 2004 | Sob Nova Direção                  |                                  |
| 2004 | Señora del destino                | Dirceu de Castro (joven)         |
| 2005 | Linha Direta Justiça              | Giuseppe Pistone                 |
| 2005 | Esas mujeres                      | Fernando Seixas                  |
| 2006 | Cidadão Brasileiro                | Antônio Maciel                   |
| 2007 | Caminos del corazón               | Sigismundo Taveira               |
| 2008 | Os Mutantes - Caminhos do Coração | Sigismundo Taveira               |
| 2009 | Poder paralelo                    | Antonio "Tony" Castellamare      |
| 2010 | As Cariocas                       | Gilberto                         |
| 2011 | Insensato corazón                 | Leonardo "Léo" Brandão           |
| 2012 | Amor Eterno Amor                  | Carlos/Barão (Rodrigo Borges)    |
| 2013 | El canto de la Sirena             | Paulinho de Jesus                |
| 2013 | Saramandaia                       | Profesor Aristóbulo Camargo      |
| 2014 | La sombra de Helena               | Laerte Fernandes                 |
| 2015 | Mujeres ambiciosas                | Luís Fernando Vidal              |
| 2016 | Liberdade, Liberdade              | Duque de Ega                     |
| 2017 | Novo Mundo                        | Thomas Johnson                   |